# Joris van der Paele

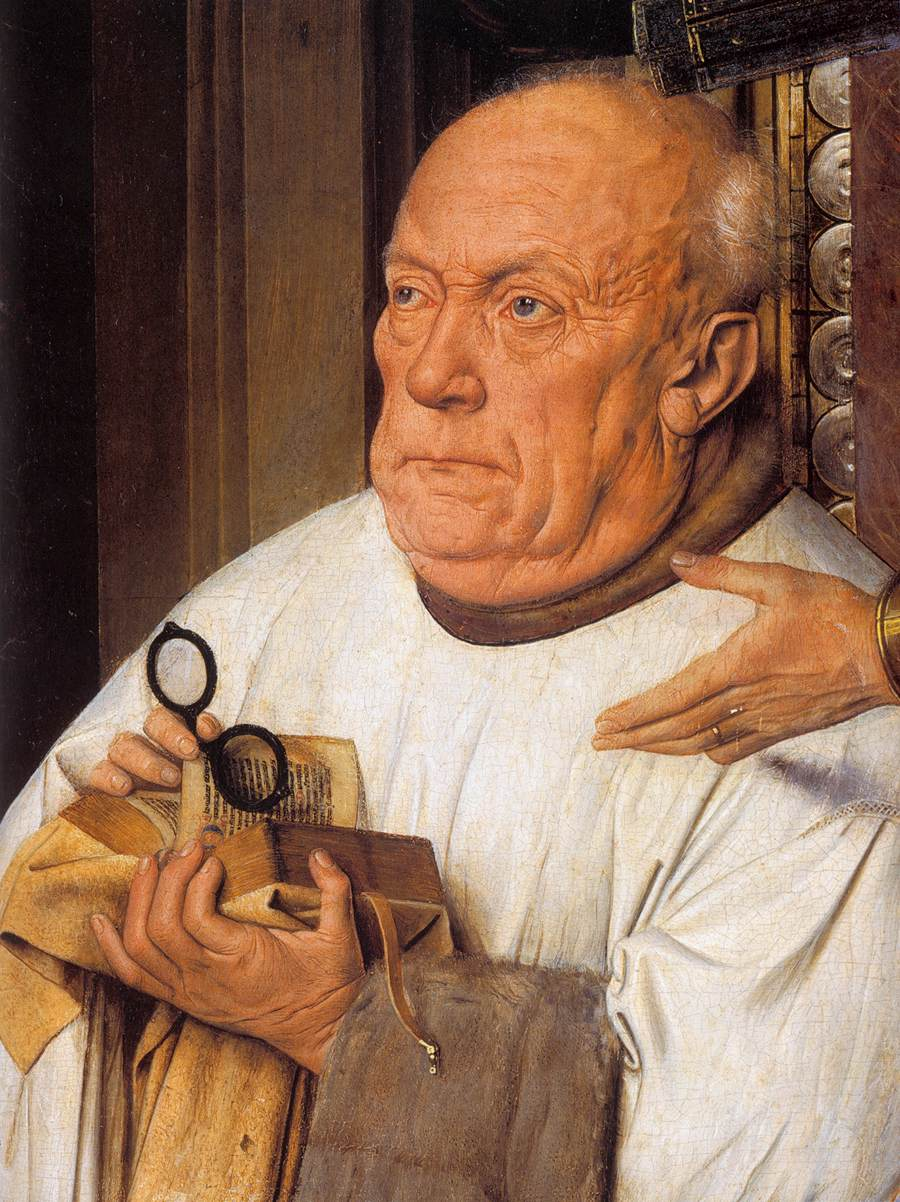
Joris van der Paele op het schilderij Madonna met kanunnik Joris van der Paele (1436), van de hand van Jan van Eyck.

Joris van der Paele (Latijn: Georgius de Pala) (ca. 1370 – Brugge, 25 augustus 1443) was een Vlaams seculiere kanunnik, scriptor bij de pauselijke kanselarij en in zekere zin ook mecenas van Jan van Eyck. Van der Paele staat bekend als een geestelijke die, zonder priesterwijding of academische graad, gedurende het eerste kwart van de 15e eeuw toch een belangrijke functie heeft uitgeoefend binnen de pauselijke kanselarij.

## Biografie
Van der Paele werd geboren in of rond Brugge in de tweede helft van de 14e eeuw, in een familie met aanzienlijke connecties binnen de kerkelijke wereld. Mogelijks was hij een onwettig kind van Jan van der Paele; zijn moeder was afkomstig uit de Henegouwse familie Carlyns (ook als Carlins vermeld). Zowel zijn oom Joost als zijn broer Joost bekleedden posities aan de Sint-Donaaskathedraal in Brugge, respectievelijke als kanunnik en kapelaan. Ook twee neven van Joris, met name Jan en Laurens, hadden functies binnen de kerkelijke gemeenschap. Joris van der Paele werd reeds op 17-jarige leeftijd klerk in het bisdom Doornik, en werd later gewijd tot subdiaken, maar kon niet verder opklimmen op de klerikale ladder.
In 1387 verkreeg van der Paele een prebende van de Sint-Donaaskathedraal en op 22 maart 1388 werd hij er officieel geïnstalleerd. In 1394, ten tijde van het Westers Schisma, werd hem zijn prebende ontnomen, vanwege zijn trouw aan de vanuit Rome regerende paus Bonifatius IX – de stad Brugge erkende op dat moment immers Avignon als zetel van de pauselijke macht. Rond 1396 verkreeg Joris van der Paele de functie van scriptor binnen de pauselijke kanselarij van paus Bonifatius IX te Rome. Tegen 1409, terwijl hij nog werkte voor de pauselijke kanselarij, ontving Joris van der Paele prebenden uit Utrecht, Straatsburg, Keulen, Surbourg, Kamerijk, Luik, Doornik en Hoei. Paus Gregorius XII benoemde hem op 19 december 1406 tot kanunnik-expectant van een prebende in Sint-Servaas in Maastricht, een prebende die hij tot zijn dood zou behouden.
Op 20 augustus 1410 werd Joris van der Paele herbenoemd in de Sint-Donaaskathedraal te Brugge als kanunnik. Vanaf juli 1418 ging hij met emeritaat en vanaf 1425 verbleef hij permanent in Brugge, alwaar hij van zijn verzamelde rijkdom genoot.
Vanaf 1432 daalde de gezondheid van van der Paele aanzienlijk: hij werd vooral geteisterd door reuma en blindheid. Vanaf 1434 begon hij te werken aan zijn erfenis binnen de Kerk, met name door het oprichten van een kapelanie in de Sint-Donaaskathedraal (13 september 1434). Tevens gaf hij de opdracht aan Jan van Eyck een schilderij te maken waarin hij werd afgebeeld. Dit werd uiteindelijk het werk Madonna met kanunnik Joris van der Paele. Elk van de vier hoeken van de lijst van dit schilderij geven de wapenschilden weer van de families van der Paele en Carlyns. Links boven en rechts onderaan het familiewapen van vaders kant, met name 2 ovenschoppen (ovenpalen) vergezeld van 4 broden. Links beneden en rechts bovenaan bevinden zich het familiewapen van moeders kant: drie kepers bezaaid met leliën.
Op 8 mei 1442 richtte hij een tweede kapelanie op. Van der Paele overleed te Brugge op 25 augustus 1443 en werd begraven in de kapel die hij in de Sint-Donaaskathedraal had opgericht.